# Toumaï Air Tchad
Toumaï Air Tchad (tiếng Ả rập: الخطوط الجوية التشادية توماي) là hãng hàng không quốc gia của Cộng hòa Tchad, trụ sở ở N'Djamena. Hãng có căn cứ chính ở Sân bay quốc tế N'Djamena.

## Lịch sử
Toumaï Air Tchad được thành lập và bắt đầu hoạt động từ năm 2004. Hãng hiện có các tuyến đường quốc nội và quốc tế tới các nước châu Phi. Ngoài ra hãng cũng đảm nhiệm việc vận tải hàng hóa bằng 1 máy bay Boeing 737.

## Các nơi đến
(Tháng 3/2007):
- Tchad

- Abéché
- Garoua
- Moundou
- N'Djamena
- Sarh

- Ả Rập Xê Út

- Jeddah

- Bénin

- Cotonou

- Burkina Faso

- Ouagadougou

- Cameroon

- Douala

- Cộng hòa Trung Phi

- Bangui

- Cộng hòa Congo

- Brazzaville

- Niger

- Niamey

## Đội máy bay
(Tháng 3/2008):
- 1 Boeing 737-200
- 1 Fokker F28
- 1 Boeing 737 (chuyên vận tải hàng hóa)